# Duke Nukem Mobile
Duke Nukem Mobile est le nom donné à deux différents jeux de la saga Duke Nukem développée par MachineWorks Northwest et éditée par 3D Realms.

## Duke Nukem Mobile sur Tapwave Zodiac
Il s'agit d'un jeu de tir à la première personne, sorti en mai 2004 sur la console Zodiac, utilisant les mêmes ennemis et les mêmes armes que dans Duke Nukem 3D. Le jeu est constitué de 21 courts niveaux  mis en scène dans la rue, des clubs de strip tease, cimetières, manoirs et autres. Afin de passer au niveau suivant, il faut tuer tous les ennemis présents dans le niveau actuel jusqu'à ce que un d'entre eux laisse une clé derrière lui qui permettra d'accéder au niveau suivant.
A l'été 2005, le jeu fut adapté pour les téléphones portables et sorti sous le nom de Duke Nukem Mobile 3D en incluant un mode spécial.

## Duke Nukem Mobile sur téléphones portables
Il s'agit d'un scrolling shooter sorti le 15 janvier 2004 sur Motorola T720, LGE VX4400, LGE VX4500, LGE VX6000 et Samsung SCH-A530. Le jeu contient 15 niveaux différents et le joueur doit tuer tous les ennemis présents dans chaque niveau afin de faire apparaitre un boss qui laissera tomber une clé permettant d'accéder au niveau suivant.

## Duke Nukem Mobile II: Bikini Project
En septembre 2005, une suite appelée Duke Nukem Mobile II: Bikini Project fut lancée sur les mêmes téléphones portables. Le jeu est une suite directe de Duke Nukem Mobile et commence à la fin du jeu précédent .